# Obwodnica zachodnia Legnicy
Obwodnica zachodnia Legnicy – droga omijająca miasto Legnica od zachodu. Jest fragmentem drogi wojewódzkiej nr 333, będącej częścią dawnego przebiegu drogi krajowej nr 3 (E65) od miejscowości Lipce do Ronda Bitwy Legnickiej (ul. Jaworzyńska) w Legnicy. 
Częściowo zastąpiona drogą ekspresową S3.

## Stan obecny
Obwodnica Zachodnia powstała w latach 1990–2005 w następujących etapach:
| Etap     | Odcinek                                                | Długość (km) | Okres realizacji | Data otwarcia |
| -------- | ------------------------------------------------------ | ------------ | ---------------- | ------------- |
| I        | Kochlice – Legnica ul. Chojnowska                      | 6,7          | 1990-1993        | 30.12.1993    |
| II (IA)  | ul. Chojnowska – Rondo Unii Europejskiej               | 2,8          | 2000-2002        | 25.10.2002    |
| III (IB) | Rondo UE – ul. Jaworzyńska                             | 1,9          | 2001-2003        | 29.08.2003    |
| IV (IC)  | ul. Jaworzyńska/Borsucza – ul. Jaworzyńska/Nowodworska | 0,9          | 2003-2004        | 31.08.2004    |
| V (ID)   | ul. Jaworzyńska/Nowodworska – Autostrada               | 2,6          | 2004-2005        | 04.11.2005    |

Inwestorami obwodnicy byli: Generalna Dyrekcja Dróg Krajowych i Autostrad oraz gmina Legnica.
Część trasy sfinansowano przy wykorzystaniu środków pomocowych Unii Europejskiej (Sektorowy Program Operacyjny „Transport”) oraz Wojewódzkiego Funduszu Ochrony Środowiska i Gospodarki Wodnej we Wrocławiu.
Po zakończeniu budowy etapu V (ID) na obwodnicę przeniesiono z ulic miasta przebieg drogi krajowej nr 3.
W latach 2015–2018 północną część obwodnicy (Kochlice-Lipce) zastąpiono drogą ekspresową S3
. Odcinek dawnej drogi krajowej nr 3 częściowo odbudowano i połączono ze starą obwodnicą, po czym przekwalifikowano na drogę wojewódzką nr 333. Docelowo na zachowany odcinek obwodnicy i obwodnicę południowo-wschodnią ma zostać przeniesiony ruch z drogi krajowej nr 94.